# Come pecore in mezzo ai lupi
Come pecore in mezzo ai lupi è un film del 2023 diretto da Lyda Patitucci, al suo esordio alla regia in un lungometraggio .

## Trama
Stefania è una poliziotta infiltrata in una banda di criminali serbi particolarmente sanguinari. Con il nome di Vera, con il tempo si è conquistata la fiducia della banda, cui fornisce contatti e strumentazione in Italia, forte anche della conoscenza del serbo.
Bruno, che vede fallire una rapina in banca per colpa del troppo irruento compagno Gaetano, ha gravi problemi economici e una bambina che però, dopo essersi diviso dalla compagnia Janine, è andata in custodia a questa, avendo lui diversi precedenti con la giustizia.
I serbi preparano un colpo ad un furgone portavalori e contattano Gaetano che entra nel gruppo portando con sé anche Bruno, ansioso di fare un ultimo buon bottino prima di ritirarsi e riprendersi in qualche modo la figlia Marta, ostaggio di una madre immatura e annebbiata dalle sostanze.
All'incontro per pianificare il colpo, Stefania e Bruno si riconoscono ma non lo danno a vedere agli altri. I due sono fratelli. Stefania, molto più grande, scongiura Bruno di tirarsi fuori da una vicenda troppo pericolosa e intanto lo copre nei suoi rapporti di polizia. Sullo sfondo un'infanzia complicata dalla morte prematura della loro madre Vera, e una distanza da parte di entrambi verso il padre che è una sorta di santone di una setta cristiana.
Bruno non riesce a svincolarsi dalla banda, e quando nella complicata operazione di consegna delle armi, avute per mediazione di Vera/Stefania, i serbi subodorano la presenza della polizia e sfuggono effettivamente alla cattura, il ragazzo è sospettato di essere la talpa e viene ucciso. Alla sorella viene poi affidato il compito di far scomparire il cadavere in un canale.
Successivamente la donna riceve il benservito dalla polizia che le imputa il silenzio su Bruno. Stefania è sola ma la sua copertura non è stata bruciata per cui porta a termine il colpo al portavalori, insieme agli altri che alla fine vengono comunque arrestati, grazie al suo contributo.
Secondo le volontà del fratello, si reca poi dalla nipote Marta per portarla via con sé. Per entrambe sarà l'inizio di una nuova vita.

## Distribuzione
Il film è stato distribuito nelle sale cinematografiche italiane a partire dal 13 luglio 2023.

## Riconoscimenti
- 2024 – David di Donatello
  - Candidatura a Migliore attrice protagonista a Isabella Ragonese
- 2024 – Nastri d'argento
  - Candidatura a Migliore regista esordiente a Lyda Patitucci
  - Candidatura a Migliore attrice protagonista a Isabella Ragonese
  - Candidatura a Migliore fotografia a Giuseppe Maio
  - Candidatura a Miglior montaggio a Giuseppe Trepiccione